# Elementos del bloque g

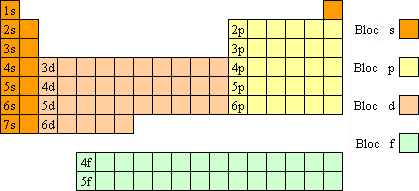
Bloques de elementos (en catalán).

Los elementos del bloque g representan un grupo hipotético, no observado, de elementos que estarían más allá de los ya descubiertos transuránidos, y en donde se ocuparía un nuevo orbital (véase configuración electrónica).
No se sabe bien dónde comenzaría este bloque g dentro de la tabla periódica de los elementos. En principio, sería en el elemento de número atómico 121 o 122.

## Elementos del bloque g
| 121 Ubu | 122 Ubb | 123 Ubt | 124 Ubq | 125 Ubp | 126 Ubh | 127 Ubs | 128 Ubo | 129 Ube | 130 Utn | 131 Utu | 132 Utb | 133 Utt | 134 Utq | 135 Utp | 136 Uth | 137 Uts | 138 Uto |
| 171 Usu | 172 Usb | 173 Ust | 174 Usq | 175 Usp | 176 Ush | 177 Uss | 178 Uso | 179 Use | 180 Uon | 181 Uou | 182 Uob | 183 Uot | 184 Uoq | 185 Uop | 186 Uoh | 187 Uos | 188 Uoo |